# Salvum fac populum tuum (Bruckner)
Salvum fac populum tuum, WAB 40 ist eine Motette von Anton Bruckner aus dem Jahr 1884.

## Geschichte
Die Motette, die auf einigen Versen des Te Deum basiert, wurde am 14. November 1884 komponiert, vermutlich im Auftrag von Franz Xaver Witt für den Cäcilien-Verband. Die Handschrift befindet sich in der Österreichischen Nationalbibliothek. Die Motette wurde erstmals in Band IV/2, S. 496–497 der Göllerich/Auer-Biographie veröffentlicht. Es ist in Band XXI/31 der Gesamtausgabe eingeordnet.

## Musik
Die 57-täktige Motette in F-Dur für gemischten Chor a cappella basiert auf den Versen Salvum fac populum tuum bis Quem ad modum speravimus in te. – die gleichen Verse wie in Teil 4 von Bruckners Te Deum. Diese für Bruckner ganz besondere Komposition wechselt Passagen in Unisono, Fauxbourdon und Polyphonie.

## Diskografie
Es gibt einige Aufnahmen von Bruckners Salvum fac populum tuum:
- Robert Jones, Choir of St. Bride’s Church: Bruckner: Motets – CD: Naxos 8.550956, 1994
- Alois Koch, Chor der St.-Hedwigs-Kathedrale: Anton Bruckner: Messe in e-Moll – CD: Ars Musici 1186-2, 1996 (mit Begleitung von Posaunen)
- Balduin Sulzer, Mozart Chor Linz: Bruckner – CD: AtemMusik Records ATMU 97001, 1997
- Hans-Christoph Rademann, NDR Chor Hamburg: Anton Bruckner: Ave Maria – CD: Carus 83.151, 2000
- Philipp von Steinäcker, Vocalensemble Musica Saeculorum: Bruckner: Pange lingua – Motetten – CD: Fra Bernardo FB 1501271, 2015
- Sigvards Klava, Latvian Radio Choir: Bruckner: Latin Motets, 2019 – CD Ondine OD 1362
- Christian Erny, The Zurich Chamber Singers: Bruckner Spectrum – CD : Berlin Classics LC06203, 2022